# Ulrich Fox (Heimatforscher)
Ulrich Fox (* 5. März 1937 in Alt Wartenburg, Ermland; † 27. April 2012 in Paderborn) war ein deutscher Ingenieur, Sachbuchautor und Heimatforscher.

## Leben
Ulrich Fox wuchs im Ermland auf, besuchte zuerst die Volksschule, bildete sich nach 1945 in der Volksrepublik Polen fort und legte die Matura in Olsztyn im Mai 1956 ab. Er immatrikulierte sich an der Technischen Hochschule in Stettin und studierte Ingenieurwesen. Im Jahr 1959 siedelte er mit Mutter und Geschwistern im Zuge der Familienzusammenführung in die Bundesrepublik Deutschland aus und kam in Paderborn an. Ulrich Fox setzte das technische Studium, das er in Polen begonnen hatte, bis 1964 an der Technischen Hochschule in Aachen fort, schloss 1966 die Ehe mit Ursula Suray, bildete sich weiter und habilitierte sich nach Jahren im westfälischen Münster.
Sein frühzeitiges Interesse galt der Heimatforschung im historischen Ermland besonders im Kreis Allenstein. Er war ein Mitglied im Historischen Verein für Ermland e. V. in Münster, im Verein für Familienforschung in Ost- und Westpreußen und veröffentlichte neben technischen Fachbüchern mehrere einschlägige Bücher und Aufsätze zur Heimatforschung im Ermland.
Jahrelang war er Mitglied beim Maximilian-Kolbe-Werk e. V. in Freiburg. Ein besonderes Engagement entwickelte er mit seiner Ehefrau nach der Pensionierung – sie luden KZ- und Ghettoüberlebende aus Russland, Polen, Ukraine, Weißrussland nach Deutschland ein, betreuten sie während der Aufenthalte und organisierten Zeitzeugenprojekte in Schulen, um die leidvollen Erinnerungen der NS-Opfer an junge Menschen weiterzugeben. Diese Begegnungen bauten bildsinnliche Brücken zwischen den Zeugen der Vergangenheit und den Jugendlichen als Gestaltern der Zukunft.

## Auszeichnungen
In Anerkennung des ehrenamtlichen und sozialen Engagements verlieh am 5. Oktober 2009 in Berlin der Bundespräsident Horst Köhler mit seiner Ehefrau Eva Luise Köhler an Ulrich und Ursula Fox das Bundesverdienstkreuz am Bande. Der Apostolische Visitator des Erzbistums Ermland Lothar Schlegel überbrachte seine Glückwünsche.

## Schriften

### Bücher
- Technische Gebäudeausrüstung, Haustechnik. Berechnungsbeispiele. Bauverlag, Wiesbaden 1982.
- Haustechnik in Wohnungsbau. Planung, Ausführung, Verbrauch, Umnutzung. Kohlhammer Verlag, Stuttgart 1995; ISBN 3-17-013056-0.
  - Übersetzung E. Sylwestrzak-Kowalska: Techniki instalacyjne w budownictwie mieszkaniowym. Arkady, Warszawa 1998, ISBN 83-213-4011-3.
- Finite-Elemente-Simulation von Hochtemperatur-Düsenströmungen. (Dissertation Technische Hochschule Aachen), Shaker Verlag, Aachen 1999, ISBN 978-3-8265-4672-3.
- Kirchspiel Alt-Wartenburg im Ermland. Mit Jadden – Tengutten – Tollack. 1325–1985. Selbstverlag, Paderborn 1989.
- Totenbücher 1830–1876 und Friedhofsdokumentation 1990–1992 des Kirchspiels Alt-Wartenburg im Ermland. Verein für Familienforschung in Ost- und Westpreußen. Oberhausen 1996, ISBN 3-931577-03-1.
- Autobiografie: Südliches Ermland. Aufwachsen – Weggehen – Ankommen. Eine ostpreußische Regionalchronik. Selbstverlag, Paderborn 2007.

### Andere Publikationen
- Wspólnota warmińska na przykładzie wsi Alt Wartenburg, Stary Wartenbork, Barczewko. Stiftung Borussia Nr. 3/4, Olsztyn 1992, S. 34–44.
- Bischof Maximilian Kaller und die polnischsprachige Seelsorge in der Diözese Ermland. In: Altertumskunde Ermlands 49/1999, S. 152–155.
- Die Auseinandersetzungen Bischofs Maximilian Kallers mit dem Staat um die Besetzung der ermländischen Kanonikate (1931–1944). Sonderdruck 2002.
- mit Ursula Fox: Alt Wartenburg / Barczewko. Renowacja wiejskiego domku. In: Zachowane – ocalone. O krajobrazie kulturowym i sposobach jego kształtowania. Stiftung Borussia, Olsztyn 2003, ISBN 83-89233-04-5, S. 219–225.
- Pfarrer Maximilian Kaller und die polnischen Schnitter auf Rügen (1905–1917). In: Unsere Ermländische Heimat, Mitteilungsblatt des HVE für Ermland Nr. 3/2004, S. XI.
- Der Prozess gegen den Domkapitular Josef Steinki und vier weitere Priester im Jahre 1941. Sonderdruck, Münster 2005.
- Bischof Philipp Krementz und die Erscheinungen in Dietrichswalde im Jahre 1877. Zu einer Veröffentlichung von Hubert Orłowski. In: Unsere Ermändische Heimat, Mitteilungsblatt des HVE für Ermland, Pfingsten 2/2006, S. VII.
- Mit dem Maximilian-Kolbe-Werk unterwegs. Wolgograd – Saratow – Moskauer Gebiet. Ermlandbuch 2008, S. 205–215.
- Groß Purden 1900–2006 – Portrait eines Dorfes. Zum zweiten Band der Veröffentlichungsreihe der Kulturgemeinschaft Borussia. In: Ermlandbriefe Ostern 2009, Einlage Historischer Verein für Ermland, S. III–IV.
- Die Rezeption der Ereignisse von Dietrichswalde bei den Ermländern unter Bezugsnahme auf das Engagement von Bischof Maximilian Kaller. In: Sedes sapientiae Mariologisches Jahrbuch, Jahrgang 13/Band 2, Kevelaer 2009.
- postum: Maximilian Tarnowski – Wartenburger Erzpriester. In: 43. Heimatjahrbuch der Kreisgemeinschaft Allenstein-Land e. V., Weihnachten 2012, S. 108–109.